# Декуматські поля

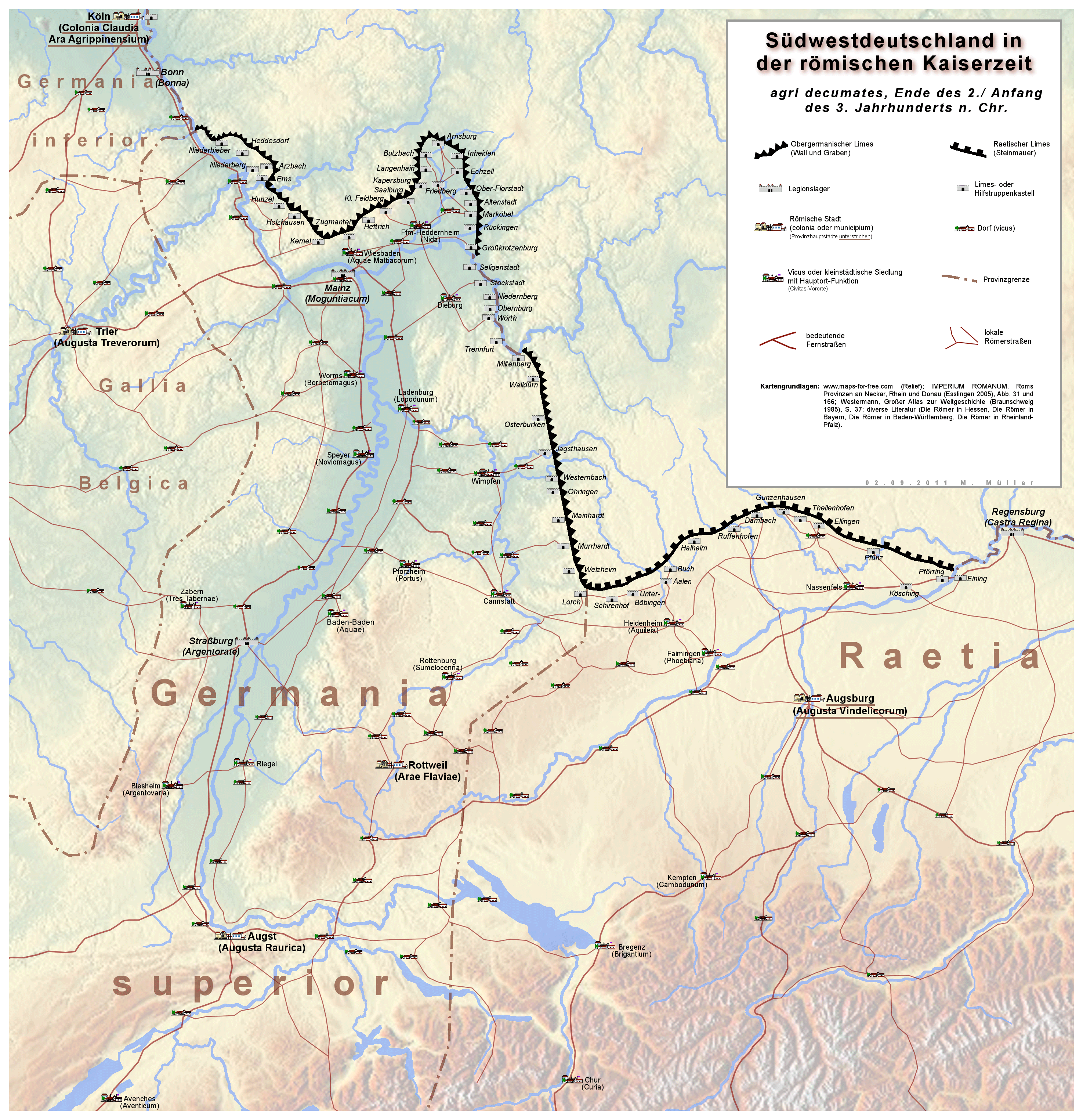
Декуматські поля

Декуматські поля, або Агрі декуматес (лат. Agri decumates) — неправильно витлумачена фраза з твору Тацита «Німеччина», що стала назвою географічної області на схід від Рейну і на північ від Дунаю, між Верхнім Рейном і Верхнім Дунаєм, якою стародавні римляни, після відтискування вільних германців, поступилися своїм підданим, гальським і німецьким поселенцям за сплату десятини.

## Історія
На рубежі I—II століть ця область, ймовірно при Доміціані, було приєднано до римської провінції Реції і роздавалася за десятинний податок римським ветеранам і гальським вихідцям. Від цієї податі колоністи (але не землі) і отримали назву «Decumates». Від решти, вільної Німеччини ця область захищалася цілим рядом валів і ровів, які проходили від Регерсбурга на Лорха, а звідти через Таунус і Оденвальд до Кельну. Пізніше ця область була приєднана до провінції Верхня Німеччина (Germania Superior).
У III столітті німецькі племена часто захоплювали Декуматські поля, і римляни поступово втратили цю область: германці зайняли спочатку її північну частину, що лежала за Майном і Таунусом, а потім південну у 283 році, незабаром після смерті імператора Проба.